# Doroslovo
Doroslovo (ćir.: Дорослово, mađ.:Doroszló) je naselje u općini Sombor u Zapadnobačkom okrugu u Vojvodini.

## Povijest
Doroslovo je bilo jednim od mjesta somborskog kraja gdje je Radićev HSS imao svoje pristaše.

## Stanovništvo
U naselju Doroslovo živi 1.830 stanovnika, od toga 1.460 punoljetnih stanovnika, a prosječna starost stanovništva iznosi 42,4 godina (40,1 kod muškaraca i 44,5 kod žena). U naselju ima 732 domaćinstva, a prosječan broj članova po domaćinstvu je 2,50.
Prema popisu iz 1991. godine u naselju je živjelo 1.864 stanovnika.
| Etnički sastav 2002. |            |        |
| Narod                | Stanovnika | %      |
| Mađari               | 952        | 52,02% |
| Srbi                 | 659        | 36,01% |
| Hrvati               | 84         | 4,59%  |
| Jugoslaveni          | 39         | 2,13%  |
| Romi                 | 39         | 2,13%  |
| Rumunji              | 9          | 0,49%  |
| Nijemci              | 3          | 0,16%  |
| Crnogorci            | 2          | 0,10%  |
| Rusini               | 2          | 0,10%  |
| Ukrajinci            | 1          | 0,05%  |
| nepoznato            | 0          | 0,0%   |

| broj stanovnika | 2906  | 2835  | 2669  | 2339  | 2131  | 1864  | 1830  |
|                 | 1948. | 1953. | 1961. | 1971. | 1981. | 1991. | 2001. |

## Galerija
| - Katolička crkva - Crkva pored Doroslova - Mjesto za novu Pravoslavnu crkvu |

## Vanjske poveznice
- Karte, položaj vremenska prognoza
- Satelitska snimka naselja  Arhivirana inačica izvorne stranice od 17. veljače 2021. (Wayback Machine)